# Кубракове
Кубракове;— село в Україні, у Конотопському районі Сумської області. Населення становить 9 осіб. До 2017 орган місцевого самоврядування — Жуківська сільська рада.

## Географія
Село Кубракове розташоване на правому березі річки Терн, вище за течією на відстані 1 км розташоване село Жуківка, нижче за течією на відстані 3 км розташоване село Нижня Сагарівка, на протилежному березі — село Черепівка.

## Назва
Назва хутора Кубракове більше всього пов'язана з періодом 30-40-х років 17 ст.,коли українські селяни й козаки тікали від польсько-шляхетного гніту на незаселені території Слобожанщини. Вони прибували до Путивля, звідки воєводи розподіляли їх по волостям. В польській мові — «кубрак» — означає назву верхнього одягу. На українську мову польське «кубрак» перекладається: у селян — чумарка, каптан; у козаків- жупан. В зв'язку з цим можливо під час заселення цього хутора перші поселенці дали йому назву Кубраки -(«Жупани»).

## Історія
- Село постраждало внаслідок геноциду українського народу, проведеного урядом СССР 1932—1933 та 1946–1947 роках, встановлено смерті не менше 4 людей[1].
- 12 червня 2020 року, відповідно до розпорядження Кабінету Міністрів України № 723-р «Про визначення адміністративних центрів та затвердження територій територіальних громад Сумської області», село увійшло до складу Буринської міської громади[2].
- 19 липня 2020 року, в результаті адміністративно-територіальної реформи та ліквідації Буринського району, увійшло до складу новоутвореного Конотопського району[3].